# Francesco Antonio Boscaroli
Francesco Antonio Boscaroli, anche Boscarolo (Legnago, 21 maggio 1627 – 23 ottobre 1679), è stato un vescovo cattolico e teologo italiano.

## Biografia
Nacque nel 1627 a Legnago secondo le fonti più autorevoli. Ciò sembra anche confermato dal fatto che un ritratto del Boscaroli è conservato nell'archivio parrocchiale della cittadina veronese. Entrò nell'ordine francescano conventuale e conseguì la laurea in diritto canonico e teologia. Dopo una stretta collaborazione con il vescovo di Verona Sebastiano Pisani II, e dopo aver stretto importanti rapporti con la Curia romana, entrò nel convento francescano di Brescia, dove svolgerà la funzione di padre guardiano e di commissario generale. Fu quindi nominato padre provinciale dei francescani per la Romania il 2 novembre 1662 e successivamente commissario per le isole di Corfù, Zante e Cefalonia. Rientrato in Italia, fu padre guardiano del convento del Santo a Padova e inviato come visitatore per la Toscana.
Il 17 dicembre 1674 fu nominato vescovo di Caorle da papa Clemente X, e consacrato il 3 febbraio dell'anno successivo dal cardinale Cesare Facchinetti, cardinale vescovo di Palestrina, nella chiesa di Sant'Ignazio di Loyola in Campo Marzio a Roma. Come vescovo di Caorle curò molto l'insegnamento della dottrina ai suoi fedeli e impose dei limiti alla vita mondana del clero. Il 12 giugno 1676 consacrò la chiesa di Sant'Andrea della Rasa, località in prossimità di Lendinara, dove campeggia l'iscrizione commemorativa:
(Questo tempio fu consacrato dall'Illustrissimo e Reverendissimo Francesco Antonio Boscarolo Vescovo Coadiutore il giorno 12 giugno 1676)
Fece inoltre edificare la chiesa dedicata a Santa Maria Elisabetta del Brian, nel territorio di Caorle; lo stemma del vescovo Boscaroli è ancora oggi apposto all'esterno della struttura, sotto il timpano della facciata.
Morì il 23 ottobre 1679, dopo poco meno di cinque anni di episcopato a Caorle. Le circostanze della sua morte sono accuratamente descritte da Francesco Picinalli, nelle sue Memorie Historiche dove si legge:
(Francesco Picinalli, Memorie Historiche di Legnago e Porto, Copiate dal  suo manoscritto da Biasio Bianchi nel 1726, Collecionate  ed aggiunte da altro manoscritto di Francesco  Vivaldi, riordinate da Mario  Cipriani, Legnago, 1994)
Se non è ben chiaro a quale città si riferisse indicando "la sua Patria", è altresì chiaro che la chiesa di San Francesco a cui si riferisce il Picinalli non può che essere quella del convento di Brescia, dove svolse i suoi primi incarichi come ministro dell'ordine francescano.

## Genealogia episcopale
La genealogia episcopale è:
- Cardinale Diego Espinosa Arévalo
- Cardinale Gaspar de Quiroga y Vela
- Cardinale Rodrigo de Castro Osorio
- Cardinale Bernardo de Sandoval y Rojas
- Vescovo Melchor Soria Vera y Diaz
- Vescovo Diego Castejón Fonseca
- Cardinale Cesare Facchinetti
- Vescovo Francesco Antonio Boscaroli, O.F.M.Conv.